# 菲寄蝇属
菲寄蝇属（学名：Phebellia），是双翅目寄蝇科红砚寄蝇族的一个属，主要分布于全北区。

## 物种
截止2023年5月，全球生物物种名录（Catalogue of Life）收录本属32种：
- 艾格菲寄蝇 Phebellia agnatella Mesnil，1955
- 金额菲寄蝇 Phebellia aurifrons Chao & Chen，2007
- 拟狭颊菲寄蝇 Phebellia carceliaeformis （Villeneuve，1937）
- Phebellia cerurae （Sellers，1943）
- 叶蜂菲寄蝇 Phebellia clavellariae （Brauer & Bergenstamm，1891）
- Phebellia crassiseta （Aldrich & Webber，1924）
- Phebellia curriei （Coquillett，1897）
- Phebellia epicydes （Walker，1849）
- Phebellia erecta （Sellers，1943）
- Phebellia flavescens Shima，1981
- 褐粉菲寄蝇 Phebellia fulvipollinis Chao & Chen，2007
- 灰粉菲寄蝇 Phebellia glauca （Meigen，1824）
- 拟灰粉菲寄蝇 Phebellia glaucoides Herting，1961
- Phebellia glirina （Rondani，1859）
- Phebellia helvina （Coquillett，1897）
- Phebellia imitator （Sellers，1943）
- Phebellia latipalpis Shima，1981
- 宽叶菲寄蝇 Phebellia latisurstyla Chao & Chen，2007
- Phebellia laxifrons Shima，1981
- Phebellia margaretae Bergström，2005
- Phebellia nigricauda Mesnil，1963
- Phebellia nudicosta Shima，1981
- Phebellia pauciseta （Villeneuve，1908）
- Phebellia pheosiae （Sellers，1943）
- 毛基节菲寄蝇 Phebellia seticoxa Chao & Chen，2007
- Phebellia strigifrons （Zetterstedt，1838）
- Phebellia stulta （Zetterstedt，1844）
- Phebellia trichiosomae （Sellers，1943）
- Phebellia triseta （Pandellé，1896）
- Phebellia turanica Mesnil，1963
- Phebellia vicina （Wainwright，1940）
- Phebellia villica （Zetterstedt，1838）